# Omaira González Martín
Omaira González Martín (Arrecife, España) es una doctora en astrofísica española. Se especializa en el estudio de Núcleos activos de galaxias  en el universo local. Es experta en longitudes Infrarrojo medio y rayos-X. 

## Trayectoria
Obtuvo la licenciatura en física de la Universidad de la Laguna y el doctorado del Instituto de Astrofísica de Andalucía. Es investigadora de la UNAM desde 2014. Forma parte de la Sociedad Mexicana de Física, la Sociedad Española de Astronomía y la Unión Astronómica Internacional. 
Desde 2021 ha coordinado proyectos de observación para el telescopio espacial James Webb junto con Cristina Ramos Almeida.
Desde 2019 es responsable del posgrado en el Instituto de Radioastronomía y Astrofísica de la UNAM y organiza el grupo de AGN en el instituto.

## Reconocimientos
- En 2021 obtuvo la Distinción Universidad Nacional para Jóvenes Académicas en el área de investigación en las ciencias exactas. [2][5]
- En 2023 fue galardonada con el Reconocimiento Sor Juana Inés de la Cruz. [6][7]